# Новый Подол
Новый Подол (укр. Новий Поділ) — село в Крупичпольском сельском совете Ичнянского района Черниговской области Украины.
Код КОАТУУ — 7421786002. Население по переписи 2001 года составляло 204 человека.

## Географическое положение
Село Новый Подол находится на левом реки Остёр, выше по течению на расстоянии в 5,5 км на противоположном берегу расположено село Ивангород. Вдоль русла реки проведено несколько ирригационных каналов.

## История
- 1927 год — дата основания как село Посёлок на месте неизвестного хутора[2].
- В 1975 году переименовано в село Новый Подол.